# Người La Chí
Dân tộc La Chí, còn gọi là Cù Tê, La Quả, là một dân tộc thiểu số trong số 54 dân tộc tại Việt Nam.

## Nhóm ngôn ngữ
Tiếng La Chí thuộc hệ ngôn ngữ Tai-Kadai. Jerold Edmondson (2008) ghi nhận khoảng 2.500 người nói tiếng La Chí ở Vân Nam, Trung Quốc, nhưng không rõ xếp loại về dân tộc .

## Dân số và địa bàn cư trú
Cư trú chủ yếu ở các xã Bản Phùng, Bản Díu và Bản Máy của các huyện Xín Mần, Hoàng Su Phì (tỉnh Hà Giang), ngoài ra còn một số cư trú ở huyện Mường Khương và Bắc Hà (tỉnh Lào Cai).
Theo điều tra dân số 1999 thì người La Chí có tổng cộng khoảng 10.765 người.
Theo Tổng điều tra dân số và nhà ở năm 2009, người La Chí ở Việt Nam có dân số 13.158 người, cư trú tại 38 trên tổng số 63 tỉnh, thành phố. Người La Chí cư trú tập trung tại tỉnh 
Hà Giang (12.072 người, chiếm 91,7% tổng số người La Chí tại Việt Nam), ngoài ra còn có tại 
Lào Cai (619 người), Thành phố Hồ Chí Minh (152 người), 
Tuyên Quang (100 người).

## Đặc điểm kinh tế
Người La Chí làm ruộng bậc thang trồng lúa nước. Các gia đình thường nuôi trâu, ngựa, dê, lợn, gà, vịt, cá, nhưng theo nếp cũ thì không nuôi bò. Nghề dệt vải bông và nhuộm chàm của phụ nữ La Chí có truyền thống lâu đời.

## Tổ chức cộng đồng
Mỗi dòng họ người La Chí có riêng trống và chiêng dùng vào việc cúng bái, có ông trưởng họ là người biết cúng. Con cái đều lấy theo họ cha.

## Hôn nhân gia đình
Trong cưới xin, nhà trai phải nộp khoản "tiền công nuôi con gái".

## Văn hóa
Người La Chí có nhiều truyện cổ, kể về ông tổ tiên của dân tộc là Hoàng Vần Thùng, về Pủ Lô Tô sinh ra các giống các loài và dạy họ mọi phong tục tập quán, về sự xuất hiện các hiện tượng tự nhiên, v.v... Trai gái La Chí thường hát ni ca. Nhạc cụ có trống, chiêng, đàn tính 3 dây, đàn môi bằng lá cây... Dịp lễ hội thường tổ chức các trò chơi ném còn, đánh quay, đu quay, đu dây, leo trèo 
v.v... nơi bãi rộng cho đông người tham gia. Người La Chi ăn Tết Khu Cù Tê vào tháng 7 âm lịch khi việc cấy cày đã xong xuôi.

## Nhà cửa
Người La Chí đã sống định canh định cư thành từng bản. Mỗi gia đình có nhà sàn để ở và nhà đất liền kề để làm bếp. Nhà sàn gồm 3 gian, chỉ có một cầu thang lên xuống ở gần đầu hồi phía giáp nhà đất, bàn thờ tổ tiên đặt tại gian nhà sàn to nhất.

## Trang phục
Trang phục của người La Chí đơn giản, không cầu kỳ. Đàn ông mặc áo 5 thân dài tới ngang bắp chân (ngày nay áo ngắn hơn), quần lá tọa, đầu quấn khăn. Phụ nữ mặc áo dài tứ thân, có dây thắt lưng, yếm, đội khăn dài, mặc quần hay váy tùy người. Đồ trang sức của nam chỉ có vòng tay, còn nữ có thêm vòng tai. Phụ nữ La Chí thường quen đeo địu qua trán, dù địu làm bằng vải hay đan bằng giang cũng vậy. Nam giới lại đeo gùi qua hai vai.

## Những người La Chí có danh tiếng
| Tên           | Sinh thời | Hoạt động                                                                                          |
| ------------- | --------- | -------------------------------------------------------------------------------------------------- |
| Vương Ngọc Hà | 1977-...  | Nữ đại biểu Quốc hội Việt Nam khóa 14 (2016-2021), quê thị trấn Vinh Quang, Hoàng Su Phì, Hà Giang |